# 1840
| [ Edytuj tabelę ]                   | |
| Król Polski (tytularny)             | - 1831 Mikołaj I Romanow 1855 |
| Emir Afganistanu                    | - 1818 Al-Rajuo Ballaha 1842 |
| Współksiążęta Andory                | - 1827 Simó Rojas de Guardiola y Hortoneda 1851 - 1830 Ludwik Filip I 1848                                                              |
| Prezydent Argentyny                 | - 1835 gen. Juan Manuel de Rosas 1852                                                                                                   |
| Cesarz Austrii                      | - 1835 Ferdynand I Habsburg 1848 |
| Król Bawarii                        | - 1825 Ludwik I 1848 |
| Król Belgów                         | - 1831 Leopold I 1865 |
| Premier Belgii                      | - 1834 Barthélemy Théodor de Theux de Meylandt 1840 - 1840 Joseph Lebeau 1841                                                           |
| Prezydent Boliwii                   | - 1839 José Miguel de Velasco 1841 |
| Cesarz Brazylii                     | - 1831 Pedro II 1889 |
| Sułtan Brunei                       | - 1829 Omar Ali Saifuddin II 1852 |
| Prezydent Chile                     | - 1831 José Joaquín Prieto 1841 |
| Cesarz Chin                         | - 1820 Daoguang 1850 |
| Król Czech                          | - 1835 Ferdynand I Habsburg 1848 |
| Król Danii                          | - 1839 Chrystian VIII 1848 |
| Dalajlama                           | - 1838 Khedrub Gjaco 1856 |
| Władca Egiptu                       | - 1805 Muhammad Ali 1848 |
| Prezydent Ekwadoru                  | - 1839 Juan José Flores 1845 |
| Premier Francji                     | - 1839 Nicolas Jean de Dieu Soult 1840 - 1840 Adolphe Thiers 1840 - 1840 Nicolas Jean de Dieu Soult 1847                                |
| Król Francji                        | - 1830 Ludwik Filip I 1848 |
| Król Grecji                         | - 1831 Otton I 1862 |
| Prezydent Gwatemali                 | - 1839 Mariano Rivera Paz 1842 |
| Prezydent Haiti                     | - 1818 Jean-Pierre Boyer 1843 |
| Król Hawajów                        | - 1824 Kamehameha III 1854 |
| Król Hiszpanii                      | - 1833 Izabela II 1868 |
| Król Holandii                       | - 1815 Wilhelm I 1840 - 1840 Wilhelm II 1849                                                                                            |
| Prezydent Hondurasu                 | - 1839 José Francisco Zelaya y Ayes (p.o.) 1841                                                                                         |
| Szach Iranu                         | - 1834 Mohammad Szah 1848 |
| Państwo Wielkich Mogołów            | - 1837 Bahadur Szah II 1858 |
| Król Irlandii                       | - 1837 Wiktoria Hanowerska 1901 |
| Cesarz Japonii                      | - 1817 Ninkō 1846 |
| Kalif                               | - 1839 Abdülmecid I 1861 |
| Prezydent Kolumbii                  | - 1837 José Ignacio de Márquez 1841 |
| Patriarcha Konstantynopola          | - 1835 Grzegorz VI 1840 - 1840 Antym IV 1841                                                                                            |
| Władca Korei                        | - 1834 Hŏnjong 1849 |
| Emir Kuwejtu                        | - 1814 Dżabir I 1859 |
| Książę Liechtensteinu               | - 1836 Alojzy II 1858 |
| Wielki książę Luksemburga           | - 1815 Wilhelm I 1840 - 1840 Wilhelm II 1849                                                                                            |
| Sułtan Maroka                       | - 1822 Abd ar-Rahman 1859 |
| Prezydent Meksyku                   | - 1839 Anastasio Bustamante 1841 |
| Książę Monako                       | - 1819 Honoriusz V 1841 |
| Król Nepalu                         | - 1816 Rajendra 1847 |
| Premier Nepalu                      | - 1839 Rana Jang Pande 1840 - 1840 Ranga Nath Poudyal 1840 - 1840 Fateh Jung Shah 1843                                                  |
| Król Norwegii                       | - 1818 Karol III Jan 1844 |
| Sułtan Omanu                        | - 1807 Sa’id ibn Sultan 1856 |
| Papież                              | - 1831 Grzegorz XVI 1846 |
| Konsul Paragwaju                    | - 1814 José Gaspar Rodríguez de Francia 1840 - 1840 Manuel Antonio Ortiz 1841                                                           |
| Książę Parmy i Piacenzy             | - 1814 Maria Ludwika 1847 |
| Prezydent Peru                      | - 1838 Agustín Gamarra 1841 |
| Król Portugalii                     | - 1834 Maria II 1853 - 1837 Ferdynand II Koburg (król iure uxoris) 1853                                                                 |
| Król Prus                           | - 1797 Fryderyk Wilhelm III 1840 - 1840 Fryderyk Wilhelm IV 1861                                                                        |
| Car Rosji                           | - 1825 Mikołaj I 1855 |
| Król Saksonii                       | - 1836 Fryderyk August II Wettyn 1854                                                                                                   |
| Kapitanowie Regenci San Marino      | - 1839 Giuliano Malpeli Biagio Martelli 1840 - 1840 Giovanni Benedetto Belluzzi Pietro Righi 1840 - 1840 Raffaele Gozi Pietro Zoli 1841 |
| Książę Serbii                       | - 1839 Michał Obrenowić 1842 |
| Król Sardynii                       | - 1831 Karol Albert 1849 |
| Król Szwecji                        | - 1818 Karol XIV Jan 1844 |
| Król Tajlandii                      | - 1824 Rama III 1851 |
| Sułtan Turków                       | - 1839 Abdülmecid I 1861 |
| Prezydent Urugwaju                  | - 1839 Fructuoso Rivera 1843 |
| Prezydent USA                       | - 1837 Martin Van Buren 1841 |
| Prezydent Wenezueli                 | - 1839 José Antonio Páez 1843 |
| Król Węgier                         | - 1835 Ferdynand VI 1848 |
| Monarcha Wielkiej Brytanii          | - 1837 Wiktoria 1901 |
| Premier Wielkiej Brytanii           | - 1835 William Lamb 1841 |
| Cesarz Wietnamu                     | - 1820 Minh Mạng 1841 |
| Prezydent Wolnego Państwa Przesmyku | - 1840 Tomás José Ramón del Carmen de Herrera y Pérez Dávila 1841                                                                       |

Rok 1840 / MDCCCXL
stulecia: XVIII wiek ~
XIX wiek ~
XX wiek

dziesięciolecia:
1810–1819 •
1820–1829 •
1830–1839 •
1840–1849
• 1850–1859
• 1860–1869
• 1870–1879

lata: 1830 «
1835 «
1836 «
1837 «
1838 «
1839 «
1840
» 1841
» 1842
» 1843
» 1844
» 1845
» 1850

## Wydarzenia w Polsce
- 31 stycznia – wody Wisły przerwały pas wydm we wsi Górka (k. Gdańska), tworząc nowe ujście zwane Wisłą Śmiałą.
- 25 kwietnia – trzęsienie ziemi o sile około 5 stopni w skali Richtera nawiedziło okolice Pienin.

## Wydarzenia na świecie
- 20 stycznia – Jules Dumont d’Urville odkrył Wybrzeże Adeli.
- 6 lutego – rząd brytyjski podpisał z plemionami maoryskimi traktat z Waitangi, który zagwarantował im własność ziemi w zamian za uznanie władzy Wielkiej Brytanii w Nowej Zelandii.
- 10 lutego – angielska królowa Wiktoria poślubiła księcia Alberta.
- 11 lutego – w Paryżu odbyła się premiera opery komicznej Córka pułku Gaetano Donizettiego.
- 25 marca – wojska separatystycznej Republiki Rio Grande poniosły klęskę w bitwie pod Morales z siłami meksykańskimi.
- 18 kwietnia – Joseph Lebeau został po raz drugi premierem Belgii.
- 27 kwietnia – położono kamień węgielny pod Pałac Westminsterski w Londynie.
- 1 maja – w Wielkiej Brytanii wyemitowano pierwszy znaczek pocztowy Penny Black.
- 6 maja – w Wielkiej Brytanii w obiegu oficjalnym pojawił się pierwszy znaczek pocztowy (tzw. Penny Black).
- 7 maja – 317 osób zginęło w wyniku przejścia tornada nad Natchez w stanie Missisipi.
- 21 maja:
  - Nowa Zelandia została przyłączona do Korony Brytyjskiej.
  - papież Grzegorz XVI erygował metropolię Santiago de Chile.
- 26 maja – duński następca tronu książę Chrystian ożenił się z Luizą Hessen-Kassel.
- 2 czerwca – po uznaniu na arenie międzynarodowej Luksemburga jako samodzielnego państwa utworzony został na jego terytorium wikariat apostolski.
- 7 czerwca – Fryderyk Wilhelm IV został królem Prus.
- 23 czerwca – Adolphe Sax opatentował saksofon.
- 15 lipca – Paweł Edmund Strzelecki wszedł na Mount Townsend (najwyższy szczyt Australii), któremu nadał nazwę Góra Kościuszki (2 228 m n.p.m.).
- 17 sierpnia – uruchomiono kolej parową na trasie Mediolan-Monza; druga linia kolejowa na ziemiach włoskich; proj. inż. Giulio Sarti z Mediolanu, inicjatywa Putzera de Reibegg (Królestwo Lombardzko-Weneckie, austriacki kraj koronny); 1849 przedłużona do Como.
- 5 września – w mediolańskiej La Scali odbyła się premiera opery komicznej Dzień panowania Giuseppe Verdiego.
- 7 października – Wilhelm II objął tron Holandii.
- 4 listopada – William Hobson ogłosił niezależność kolonialną Nowej Zelandii od Nowej Południowej Walii.
- 2 grudnia – w Paryżu odbyła się premiera opery Faworyta Gaetano Donizettiego.
- 15 grudnia – Paryż: w jednej z kaplic Kościoła Inwalidów pochowano szczątki Napoleona Bonaparte, sprowadzone z Wyspy Świętej Heleny.
- 22 grudnia – w Collège de France w Paryżu Adam Mickiewicz wygłosił pierwszy z cyklu wykładów na temat literatury słowiańskiej.
- W Finlandii rozpoczyna swoją działalność pierwsza fińska szkoła rolnicza.

## Urodzili się
- 3 stycznia – Ojciec Damian z Molokaʻi, święty, belgijski misjonarz (zm. 1889)
- 5 lutego – John Boyd Dunlop, brytyjski weterynarz, opatentował oponę pneumatyczną (zm. 1921)
- 7 lutego – Maria Elżbieta Turgeon, kanadyjska zakonnica, błogosławiona katolicka (zm. 1881)
- 23 lutego – Carl Menger, austriacki ekonomista (zm. 1921)
- 16 marca – Józef Gabriel Brochero, argentyński duchowny katolicki, święty (zm. 1914)
- 21 marca – Franciszek Bohuszewicz (biał. Францішак Бенядзікт Багушэвіч), białoruski i polski pisarz, poeta (zm. 1900)
- 26 marca – George Smith, brytyjski asyrolog (zm. 1876)
- 28 marca – Adolf Bakanowski, zakonnik zmartwychwstaniec (zm. 1916)
- 2 kwietnia – Émile Zola, francuski pisarz, przedstawiciel naturalizmu (zm. 1902)
- 7 maja – Piotr Czajkowski (ros. Пётр Ильич Чайковский), rosyjski kompozytor, także dyrygent i pedagog muzyczny (zm. 1893)
- 8 maja - Stanisław Pomian-Srzednicki, polski prawnik, jako pierwszy piastował stanowisko Pierwszego Prezesa Sądu Najwyższego (zm. 1925)
- 12 maja – Maria Leonia Paradis, kanadyjska zakonnica, założycielka Ubogich Sióstr Świętej Rodziny, błogosławiona katolicka (zm. 1912)
- 13 maja – Alphonse Daudet, francuski pisarz, piewca Prowansji (zm. 1897)
- 7 czerwca – Maria Charlotta, cesarzowa Meksyku, żona Maksymiliana I (zm. 1927)
- 22 lipca – Maria Fabianowska, weteranka powstania styczniowego (zm. 1941)
- 28 lipca – Edward Drinker Cope, amerykański paleontolog, zoolog i ewolucjonista (zm. 1897)
- 2 sierpnia – Jan Habryka, polski górnik, działacz narodowy i społeczny, uczestnik powstania styczniowego (zm. 1928)[1]
- 23 sierpnia - Emil Fiek, niemiecki farmaceuta i botanik, związany z Dolnym Śląskiem i Karkonoszami (zm. 1897)
- 31 sierpnia – Wilhelm Dittenberger, niemiecki filolog klasyczny. (zm. 1906)
- 13 września – Walery Eljasz-Radzikowski, polski malarz, popularyzator Tatr i Zakopanego, współzałożyciel Towarzystwa Tatrzańskiego, autor przewodników tatrzańskich (zm. 1905)

- 8 października – Bernard Ludwik Beaulieu, francuski misjonarz, męczennik, święty katolicki (zm. 1866)
- 12 października – Helena Modrzejewska, polska aktorka (zm. 1909)
- 15 października – Henryk de Ossó Cervelló, hiszpański duchowny katolicki, święty (zm. 1896)
- 18 października - Łukasz Alfred Fuchs, polski nauczyciel (zm. 1916)
- 20 października – Désiré-Magloire Bourneville, francuski neurolog jako pierwszy opisał stwardnienie guzowate (zm. 1909)
- 12 listopada – Auguste Rodin, francuski rzeźbiarz (zm. 1917)
- 14 listopada – Claude Monet, francuski malarz (zm. 1926)
- 19 listopada – Aleksandr Kowalewski, rosyjski zoolog i embriolog polskiego pochodzenia (zm. 1901)
- data dzienna nieznana: 
  - Olimpia Bielajew – konspiratorka sprzed powstania styczniowego, działaczka Komitetu Polskiego i kurierka Rządu Narodowego (zm. 1919)
  - Maria Kirkor – uczestniczka powstania styczniowego (zm. 1931)
  - Józef Ma Taishun, chiński męczennik, święty katolicki (zm. 1900)
  - Maciej Moraczewski, polski architekt i budowniczy (zm. 1928)
  - Salomon Pollak, żydowski finansista, działacz społeczny, filantrop i radca cesarski (zm. 1920)
  - Maria Zhao Guo, chińska męczennica, święta katolicka (zm. 1900)

## Święta ruchome
- Tłusty czwartek: 27 lutego
- Ostatki: 3 marca
- Popielec: 4 marca
- Niedziela Palmowa: 12 kwietnia
- Wielki Czwartek: 16 kwietnia
- Wielki Piątek: 17 kwietnia
- Wielka Sobota: 18 kwietnia
- Wielkanoc: 19 kwietnia
- Poniedziałek Wielkanocny: 20 kwietnia
- Wniebowstąpienie Pańskie: 28 maja
- Zesłanie Ducha Świętego: 7 czerwca
- Boże Ciało: 18 czerwca